# Caleb Farley
Caleb Farley (Maiden, 2 novembre 1998) è un giocatore di football americano statunitense che milita nel ruolo di cornerback nella National Football League (NFL).

## Carriera universitaria
Farley al college giocò a football a Virginia Tech dal 2017 al 2020. Iniziò nel ruolo di wide receiver ma perse la prima stagione per un infortunio al ginocchio. L'anno seguente passò al ruolo di cornerback. Nell'ultima stagione optò per non scendere in campo a causa della pandemia di COVID-19.

## Carriera professionistica
Farley fu scelto come 22º assoluto nel Draft NFL 2021 dai Tennessee Titans. Debuttò come professionista subentrando nella gara del primo turno contro gli Arizona Cardinals. Nella settimana 6 si ruppe il legamento crociato anteriore, chiudendo la sua stagione da rookie con tre presenze. L'anno seguente disputò nove partite, prima di infortunarsi all'ernia del disco e chiudere la stagione in lista infortunati. Dopo non essere mai sceso in campo nella stagione 2023, il 27 agosto 2024 fu svincolato.